# George Waggner
George Waggner (7 de septiembre de 1894 - 11 de diciembre de 1984) fue un director, guionista, productor y actor cinematográfico y televisivo de nacionalidad estadounidense.

## Biografía
Nacido en la ciudad de Nueva York, su verdadero nombre era George Waggoner. Debutó en el cine como actor, encarnando a Yousayef en The Sheik (1921). Más adelante hizo varias actuaciones en westerns. 
El primer film dirigido por él fue Western Trails (1938), y entre las películas más conocidas que realizó figura El hombre lobo (1941). También dirigió a John Wayne y Oliver Hardy en The Fighting Kentuckian (1949), película en la que su hija, Shy Waggner, hizo un cameo. Otra de sus producciones fue Red Nightmare, un film de propaganda sobre la Guerra Fría producido por el Departamento de Defensa de los Estados Unidos y narrado por Jack Webb.
La carrera cinematográfica de Waggner declinó en los años 1950 a causa de la popularidad creciente de la televisión, empezando a dirigir para la pequeña pantalla a finales de esa década.  Entre las series para las que trabajó figuran Maverick, Batman, The Green Hornet, y El agente de CIPOL. 
En su faceta de guionista, uno de los trabajos de Waggner fue la cinta Queen of the Yukon, basada en una historia de Jack London.
Casado con Danny Shannon, la pareja tuvo una única hija, Shy, nacida en 1924. George Waggner falleció en 1984 en Hollywood, California. Fue enterrado en el Cementerio Forest Lawn Memorial Park, en Glendale (California).

## Selección de su filmografía

### Director
- Western Trails (1938)
- Prairie Justice (1938)
- Mystery Plane (1939)
- The Phantom Stage (1939)
- Drums of the Desert (1940)
- The Fatal Hour (1940)
- Man Made Monster (1941)
- Horror Island (1941)
- El hombre lobo (1941)
- The Ghost of Frankenstein (1942)
- Invisible Agent (1942)
- White Savage (1943)
- El fantasma de la ópera (1943)
- The Climax (1944)
- The Fighting Kentuckian (1949)
- Operation Pacific (1951)
- Red Nightmare (1957)

Waggner también dirigió los siguientes episodios y filmes para la televisión :
- The Sword of Villon (1956)
- Destination Nightmare (1958)
- Jack the Ripper (1958)
- The Veil (1958)

### Guionista
- Gorilla Ship (1932)
- Air Devils (1938)
- Oklahoma Terror (1939)
- The Fatal Hour (1940)
- Queen of the Yukon (1940)
- Phantom of Chinatown (1940)
- Drums of the Desert (1940)
- Man Made Monster (1941)
- The Climax (1944)
- The Fighting Kentuckian (1949)
- Operation Pacific (1951)
- Pawnee (1957)

### Productor
- Badlands of Dakota (1941)
- El hombre lobo (1941)
- The Ghost of Frankenstein (1942)
- Sin Town (1942)
- Invisible Agent (1942)
- Frankenstein Meets the Wolf Man (1943)
- El fantasma de la ópera (1943)
- Cobra Woman (1944)
- The Climax (1944)

### Actor
- The Sheik (1921)
- El caballo de hierro (1924)
- Love's Blindness (1926)